# Governanceethik
Die von Josef Wieland entwickelte Governanceethik, Ethik der Governance, ist ein Konzept der Wirtschaftsethik, das an die Systemtheorie von Niklas Luhmann und den Ansatz der Neuen Institutionenökonomik in Hinblick auf die Transaktionskosten anknüpft.

## Globalisierung als Rahmenbedingung
Wieland konstatiert eine abnehmende Orientierung an traditionellen Werten und sieht als wesentlichen Einfluss die zunehmende Globalisierung, die sich nicht nur auf den Gütermärkten abspielt, sondern vor allem auch im Finanzsystem und in der Kommunikation. Globalisierung fordert Legitimation über nationale Grenzen hinweg. Dies gilt beispielsweise für Fragen des Umweltschutzes, der Menschenrechte und der Armutsbekämpfung. Für global agierende Unternehmen, die durch Großinvestitionen, internationale Beschaffung,  Festlegung von Sozialstandards oder Standortverlagerungen wesentlichen Einfluss auf das gesellschaftliche Leben ausüben, gibt es jedoch keinen internationalen Ordnungsrahmen. Die rechtlichen Rahmenordnungen bleiben national bestimmt. Indem Nationalstaaten als Wirtschaftsstandorte in den Wettbewerb treten, entsteht sogar die Gefahr, dass etablierte Standards im Arbeits- oder Umweltrecht wieder verloren gehen. Die Globalisierung führt allerdings zugleich zu einer Ausweitung der Zivilgesellschaft ebenfalls über nationale Grenzen hinweg. Ein deutliches Zeichen ist die Zunahme von auch international agierenden Nichtregierungsorganisationen, die Unternehmen eine gesellschaftliche Verantwortung für ihr Handeln zuweisen und eine Legitimation dieses Handelns fordern. Unternehmen reagieren auf solche Forderungen mit Konzepten wie der Corporate Social Responsibility, der Corporate Citizenship oder dem Global Compact und anderen Verhaltenskodizes. Wieland sieht in dieser Entwicklung „eine Verschiebung in der Steuerungstektonik moderner Gesellschaften“  und vertritt die These, „dass moderne Gesellschaften steuerungstechnisch Organisationsgesellschaften sind und dass Unternehmensorganisationen in Zeiten der Globalisierung, also auf unabsehbare Zeit, eine wesentliche gesellschaftliche Steuerungsaufgabe zufällt.“
Mit dieser These begründet Wieland, dass seine Überlegungen zur Wirtschaftsethik sich im Schwerpunkt auf Unternehmensethik konzentrieren. „Selbstverständlich sind auch staatliche Regeln und Ordnungen Governancestrukturen, aber aus Gründen der Konzentration und Vereinfachung der Analyse sollen sie hier systematisch nicht berücksichtigt werden.“

## Begriffliche Grundlagen
Governance bezeichnet die Lenkungsstruktur einer Institution. Wirtschaftsethisch relevante Institutionen können organisatorische Einheiten wie der Staat, Verbände und  Unternehmen, aber auch funktionale Systeme wie der Markt, eine Rechtsordnung oder allgemein der ordnungspolitische Rahmen sein. Lenkung, d. h. Steuerung und Kontrolle, bedeutet die Festlegung eines Sollens. Governance ist daher für Wieland von vornherein „normativ aufgeladen“.
Für Wieland sind Politik und Recht, Ökonomie und Moral eigenständige Funktionssysteme mit eigenen Entscheidungslogiken und Sprachspielen, die nicht aufeinander reduzierbar sind. Jedes der Funktionssysteme hat einen eigenen Code der Kommunikation, so die Wirtschaft den Code des Geldes (Zahlen/Nicht-Zahlen), die Politik Macht, das Recht rechtmäßig, ein Unternehmen Aufwand und Ertrag und die Moral, die bei Wieland im Gegensatz zu Luhmann ein eigenständiges System bildet, den Code von gut und böse bzw. von Anerkennung (Selbstanerkennung und Fremdanerkennung). Aus diesem Grund hält Wieland ein „Primat der Ethik“ wie überhaupt den Primat eines Funktionssystems nicht für möglich. Vielmehr kommen die Funktionssysteme in einzelnen Transaktionen und Kooperationsakten als eigenständige Dimensionen simultan zur Wirkung und sind strukturell gekoppelt. Wieland spricht von „polylingualen“ Organisationssystemen. So finden in einem Unternehmen Sprachspiele aus den Bereichen Ökonomie, Technik, Recht, Kultur und Moral statt. Die Bedeutung der einzelnen Dimension hängt von der jeweiligen Entscheidungssituation ab.
„Die Einheit und Integration moderner Gesellschaft, ihr gemeinsamer Sinn, liegt nicht in einer Systeme umspannenden Totalität, sondern im immerwährenden Aufscheinen und Entschwinden gelingender Simultanität systemischer und daher differenter Entscheidungslogiken in der Governance der Transaktionen einer Gesellschaft.“

## Das formale Konzept der Governanceethik
Wirtschaftliche Handlungen sind Transaktionen, die immer mit Transaktionskosten verbunden sind. Ziel des Wirtschaftens ist es, durch Kooperation die Transaktionskosten zu senken. Damit steht für die Koordination und Kooperation von Organisationen eine Kooperationsrente und nicht der Gewinn als Zielgröße des Handelns im Vordergrund. Indem das System der Moral immer zugleich mit dem System der Ökonomie gekoppelt vorhanden ist, wirkt die Moral durch ihren Einfluss auf Entscheidungen auch stets auf die Transaktionskosten wirtschaftlicher Handlungen und damit auf die Kooperationsrente.
Wieland benennt die Einflussfaktoren der Moral auf ökonomische Handlungen formalistisch in Form einer Funktion:
Tmi = f (aISi, bFIij, cIFij, dOKKi)
(a...d = –1, 0, 1; i = spezifische Transaktion; j = spezifischer Ort)
Die Kernaussage der Ethik der Governance, so wie sie in dieser formalen Schreibweise festgehalten ist, lautet:
Die moralische Dimension einer gegebenen und distinkten ökonomischen Transaktion (Tm) ist eine Funktion individueller Selbstbindungsstrategien (IS), der involvierten formalen (FI) und informalen (IF) Institutionen und der relevanten Koordinations- und Kooperationsmechanismen einer Organisation (OKK). Jedes Argument dieser Funktion wird betrachtet im Hinblick auf seinen Einfluss auf eine distinkte Transaktion (i) in einem gegebenen lokalen oder globalen Kontext (j). Weiterhin gilt, dass jedes Argument dieser Funktion, also die individuellen Regimes der Selbstgovernance, die formalen und informalen Institutionen und die involvierten Organisationsstrukturen, die moralische Dimension einer Transaktion entweder positiv (a – d = 1) oder negativ (a – d = –1) beeinflussen kann. Nehmen a – d hingegen den Wert 0 an, ist damit gesagt, dass ein Einfluss zu vernachlässigen ist.
Wesentlich ist, dass Wieland in dieser formalen Betrachtung individuelle Moralvorstellungen (IS) mit institutionellen Werten als (funktional) verknüpft ansieht. Institutionen wie Unternehmen haben eine eigenständige moralische Position, die über die individuellen Moralvorstellungen der einzelnen Akteure hinausgeht. Individuelle Moralvorstellungen können auf Tugenden, rationalen Überlegungen (z. B. Nutzen) oder anderen Mechanismen (z. B. Religion) beruhen. Ein Beispiel für formale Institutionen (FI) ist das Recht. Und informale Institutionen (IF) sind kulturell verankerte Normen, wie sie beispielsweise im Bild des ehrbaren Kaufmanns zum Ausdruck kommen, aber auch die Diskurse der philosophischen Ethik. In diesem Bereich spielen auch interkulturelle Differenzen und deren Wahrnehmung eine wesentliche Rolle. Mit den Koordinations- und Kooperationsmechanismen spricht Wieland die Art und Weise an, wie die Prozesse gestaltet sind, in denen wirtschaftliche Transaktionen abgewickelt werden. Hierzu gehören Vertrauen bildende Verhaltensweisen wie pünktliche Lieferung oder Zahlung oder die Forderung an Lieferanten, auf Kinderarbeit zu verzichten. „Kooperation ist ein grundlegendes und universalistisches Phänomen menschlicher Existenz, das sich sowohl für moralische als auch ökonomische, politische oder rechtliche Reflexionen über die Verfassung und Integration einer Gesellschaft eignet.“
Indem Wieland sich auf die konkret vorhandenen moralischen Bestimmungsfaktoren ökonomischer Transaktionen konzentriert, verzichtet er auf eine der Wirtschaft externe Begründung wie sie etwa im Utilitarismus oder in einer deontologischen Ethik der Praxis vorgegeben werden. Die Governanceethik ermöglicht stattdessen einen strikten Anwendungsbezug. „Der systematische Referenzpunkt der Governanceethik ist nicht die Begründung moralischen Handelns, sondern die Erkundung und Gestaltung der individuellen, organisationalen und institutionellen Bedingungen der erfolgreichen Realisierung der moralischen Dimension einer Transaktion (Tm).“
Unternehmen sind Organisationsstrukturen, die auf Verträgen beruhen (Satzung, Kaufverträge, Arbeitsverträge etc.) Verträge können niemals vollständig sein, da künftige Ereignisse niemals vollständig antizipiert werden können. Ebenso können die künftigen Entscheidungen anderer Akteure nicht vorhergesehen werden. Entsprechend handelt ein Unternehmen unter Unsicherheit. Die Unvollständigkeit der Informationen und die Kontingenz ist der Tatbestand, der Moral erst notwendig macht. „Die Neue Organisationökonomik übersetzt die platonische Einsicht in die Irrtumsanfälligkeit des Menschen als personale, situationale und informationale Unsicherheit und als beschränkte Rationalität ökonomischer Akteure.“  Moral dient einerseits der Begrenzung ökonomischen Handelns. Andererseits ermöglicht Moral aber auch erst Kooperation, da durch das Einhalten moralischer Regeln Unsicherheit abgebaut und Vertrauen aufgebaut werden kann.

## Governanceethik als Tugendethik
Wieland übersetzt das formale Konzept der Governanceethik in eine Tugendethik. Er „definiert ethische Tugenden als die Bereitschaft und die Fähigkeit individueller und kollektiver Akteure, die moralisch codierten Wertvorstellungen einer gegebenen Gesellschaft, ihrer Institutionen und Organisationen, durch angemessene Handlungen und  Governanceprozesse vortrefflich zu realisieren.“ „Es geht darum zu zeigen, dass der Zusammenhang von moralischer Haltung mit der Entwicklung der Fähigkeit individueller und kollektiver Akteure, diese Haltung auch durch Handeln zu realisieren, den Kern der tugendethischen Qualität von Governance ausmacht.“ Dabei sieht er seine Formel auch als gedeckt durch das Denken der antiken griechischen Philosophen:
„So ist es sowohl für Platon als auch für Aristoteles selbstverständlich, dass sich die individuellen Tugenden (IS) aus den Gesetzen (FI) und den tradierten Sitten der Polis (IF) herleiten und sich auf diese stützen können. Ohne FI = 1 und IF = 1 kann es auch kein IS = 1 geben. Die Sitten würden verfallen, der Staat und das Handeln würden korrumpiert. Weiterhin müssen sich die Erfordernisse der Tugenden in der Verfassung, den Regeln und Verfahren der Organisationen (OKK) der Polis und der Oikonomia niederschlagen, denn ohne eine Wohlgeordnetheit in dieser Hinsicht, wird auch die auf Wissen und Erziehung gegründete Tugend keine Wirklichkeit gestaltende Chance haben.“ Tugenden beschränken sich nicht auf die motivationale Bereitschaft, tugendhaft zu handeln, sondern beinhalten auch die Ausbildung der Fähigkeiten dazu. Auch die ursprünglich nur an das Individuum geknüpften Tugenden bedürfen eines institutionellen Rahmens, um sich zu entwickeln. Organisationen wie Unternehmen sind allerdings nicht von Natur aus moralisch. „Die Konstituierung eines kollektiven Akteurs geschieht niemals um seiner selbst willen, sondern um der damit verbundenen Interessen willen.“ Entsprechend entsteht eine moralische Haltung in einem Unternehmen oder einer anderen Organisation durch die Gestaltung der Akteure und deren moralische Einstellungen. Wieland beschreibt dies als zweistufigen (rekursiven) Prozess: „Die moralsensitive Gestaltung von Governance setzt wirksam moralische Präferenzen von Akteuren voraus, moralsensitive Governance ihrerseits ist die systematische Voraussetzung für die Wirksamkeit moralischer Präferenzen.“
„Die Ermöglichungs- und Beschränkungsfunktion von Moral ist eng verknüpft mit der Aufrichtigkeit und Genauigkeit bei der Realisierung moralischer Ansprüche.“ Ohne gelebte moralökonomische Werte verlieren Organisationen an Reputation und Glaubwürdigkeit. Beides ist notwendig, um eine langfristige Existenz sicherzustellen.

## Moralische Anreize
Wieland hält Anreize nicht nur im Funktionssystem der Ökonomie für wirksam, sondern sieht Anreize auch im autonomen System der Moral als Antriebsfaktoren für Handeln. Ähnliches gilt für die Bereiche Psychologie oder Recht. Wieland betont die Unterscheidung von Motivation als handlungstheoretischer Wertschöpfung und Anreiz als systemtheoretischer Kategorie. Moralische Anreize sind Reaktionen der Umwelt auf das Handeln ökonomischer Akteure, die sich in Anerkennung oder Nicht-Anerkennung ausdrücken. Sie sind moralisch codierte Wertschätzungen. Maßstab für die Anerkennung ist das Einhalten von Regeln und Rollenerwartungen. Anerkennung kann auch intrinsisch (selbstreferentiell) erfolgen durch Einhalten selbst gesetzter Werthaltungen. „Moralische Anreize sind Werte wie Achtung, Anerkennung, Präferenz für Regeleinhaltung, Gehorsam, Loyalität, Wertschätzung, Dankbarkeit, Pflichterfüllung, Prinzipienkonsistenz – die entweder im sozialen Tausch auf einen Akteur durch einen anderen Akteur für konformes Verhalten oder durch Selbstbeobachtung durch diesen selbst zugewiesen werden.“
„Moralischen Anreizen kommt demnach die Funktion zu, regelkonformes Verhalten sicherzustellen, indem sie den Verzicht auf nicht regelkonformes Verhalten und die Initiierung von Regelkonformität fördern.“
Die Frage der Wirksamkeit von moralischen Anreizen ist in Abhängigkeit von der Implementierung in ein Governancesystem zu beantworten. „Die Festlegung der analytischen Bezugseinheit der Governanceethik auf die moralische Dimension einer Transaktion ermöglicht es, moralische Anreize darauf so zu beziehen, dass sie als genuiner Bestandteil wirtschaftlicher Transaktionen erkennbar werden.“
Wieland sieht in einem umfassenden Anreizmanagement den Übergang vom Begründungsdiskurs zum Anwendungsdiskurs. „Hinsichtlich der Begründung von Werten ist die Ethik als Reflexionswissenschaft autonom, hinsichtlich deren Anwendung ist sie es nicht. Hier ist sie an das Urteil der anderen Wissenssysteme wie etwa Ökonomie, Technik, Recht oder Politik gebunden.“ Die Vermittlung von Anreizen schafft für individuelle Akteure ebenso wie für kollektive Akteure Identität. Bei einzelnen Personen erfolgt dies durch Sozialisation, bei kollektiven Akteuren durch ein systematisches Wertemanagement.

## Wertemanagement
Die praktische Anwendung der Governanceethik in einer Organisation erfolgt durch die Implementierung eines Wertemanagementsystems. Hierzu hatte Wieland als Wissenschaftlicher Direktor des Konstanz Institut für WerteManagement und Direktor des Zentrums für Wirtschaftsethik GmbH (ZfW) ein konkretes System entwickelt und in der Praxis durch Zusammenarbeit mit Unternehmen der Bayerischen Bauwirtschaft sowie anderen industriellen Kooperationspartnern (BASF, Otto Group) erprobt. Wertemanagementsysteme vermitteln durch Selbstbeschreibung und Selbstverpflichtung Identität und gewährleisten auch gegenüber Kooperationspartnern Erwartungssicherheit. Die Erfassung der Werte erfolgt üblicherweise in Grundwertekatalogen oder Unternehmensleitlinien („Code of Ethics“, „Code of Conduct“). Wieland betont, dass es aus systemtheoretischer Sicht wichtig ist, dass solche Kataloge nicht nur die ethischen, sondern alle Werte eines Unternehmens erfassen, da sonst keine einheitliche Führungsorganisation durchsetzbar ist. Wieland nennt vier maßgebliche Wertegruppen:
- Leistungswerte (Nutzen, Kompetenz, Leistungsbereitschaft, Flexibilität, Kreativität, Innovationsorientierung, Qualität)
- Kommunikationswerte (Achtung, Zugehörigkeit, Offenheit, Transparenz, Verständigung, Risikobereitschaft)
- Kooperationswerte (Loyalität, Teamgeist, Konfliktfähigkeit, Offenheit, Kommunikationsorientierung)
- Moralische Werte (Integrität, Fairness, Ehrlichkeit, Vertragstreue, Verantwortung)

Die Beschreibung von Werten ist zunächst nur eine deklarative Kodifizierung. Um wirksam zu werden, müssen sie in die Organisation eines Unternehmens Eingang finden und kommuniziert werden (Arbeitsverträge, Arbeitsanweisungen, Lieferantenvereinbarungen etc.). Zur Implementierung bedarf es Umsetzungsprojekten und Zuweisung von persönlichen Verantwortlichkeiten sowie regelmäßiger Statusüberprüfungen durch interne oder externe Audits. Dabei ist für die Durchsetzung unverzichtbar, dass das oberste Management sich mit den Programmen identifiziert und diese zur Chefsache erklärt. Mögliche Maßnahmen sind die Einrichtung eines Ombudsmanns für moralische Probleme, eine Ethik-Hotline, die schriftliche Fixierung von Sozialstandards oder einer „Geschenkerichtlinie“ zur Korruptionsbekämpfung, institutionalisierte Stakeholder-Dialoge oder Nachhaltigkeitsberichte.

## Kritik der Governanceethik
Durch die Einführung formaler Werte-Management-Systeme entsteht die Gefahr einer unverhältnismäßigen Bürokratisierung. Das Modell Wielands ist insofern unvollständig, als bei ihm die Dimension der moralischen Einstellung des Vertragspartners fehlt. Darüber hinaus suggeriert die formelmäßige Darstellung der Governanceethik, dass man etwas formelhaft, mathematisch berechnen könne, was allein aufgrund der systemtheoretischen Komplexität nicht möglich ist. Bei Wieland bleibt die Begründung eines Moralsystems und die Bewertung im Vergleich zu alternativen Moralsystemen offen. Es findet sich insofern keine Brücke zwischen Sein und Sollen, weil bei Wieland die Quelle der Werte aus den lokalen Gegebenheiten stammt. Aufgrund der noch fehlenden ethischen Reflexion könnte man eher von einer Governancemoral als von einer Governanceethik sprechen. Ein weiterer Kritikpunkt ist, dass der Transaktionskostenansatz und die daraus resultierenden regelorientierten Anreizsysteme sich an dem Prinzip der Compliance orientieren und damit die Frage der Innovation in Unternehmen nicht ausreichend berücksichtigen.